# Mikko Sumusalo
Mikko Sumusalo (* 12. März 1990 in Porvoo) ist ein finnischer Fußballspieler. Der Außenverteidiger steht aktuell beim finnischen Erstligisten IFK Mariehamn unter Vertrag.

## Werdegang

### Verein
Sumusalo spielte im Seniorenbereich für den Klubi 04 aus Helsinki. Nach zwei Jahren wechselte er zum Stadtrivalen HJK Helsinki. In der ersten finnischen Liga, der Veikkausliiga, debütierte er am 25. Mai 2009, dem 7. Spieltag. Beim 1:0-Erfolg über den FC Lahti wurde er in der 90. Minute für Sebastian Sorsa eingewechselt. Mit Helsinki bestritt er mehrere Spiele in der Qualifikation für die UEFA Europa League und in der Qualifikation für die UEFA Champions League. Unter anderem stand er bei der 1:6-Niederlage gegen den FC Schalke 04 in der Europa-League-Qualifikation am 25. August 2011 auf dem Platz. Er wurde mit HJK Helsinki 2009, 2010 und 2011 finnischer Meister und gewann 2011 den finnischen Pokal.
Im Januar 2014 wechselte der Außenverteidiger ablösefrei zum deutschen Drittligisten RB Leipzig. Er erhielt hier einen Vertrag bis Sommer 2016. Sumusalo hatte die ersten Wochen in Leipzig noch mit einer Verstauchung des Fußgelenkes zu kämpfen und konnte sich in der verbleibenden Saison 2013/14 nicht mehr durchsetzen. So kam er bis einschließlich des vorletzten Spieltags nur zu einem Kurzeinsatz im Spiel beim SSV Jahn Regensburg. Nach dem rechnerisch feststehenden Aufstieg in die 2. Bundesliga stand er am letzten Spieltag zum ersten Mal in der Startformation. Im Sommer 2014 hatte Sumusalo mit Oberschenkelproblemen zu kämpfen und kam in der Folgezeit nur zu ein paar Einsätzen in der zweiten Mannschaft. Im Freundschaftsspiel im November verletzte er sich erneut (Bänderriss in der Fußwurzel) und fiel bis zur Winterpause aus. Somit bestritt er für Leipzig kein Zweitligaspiel.
Am Ende der Winterpause 2014/15 wurde Sumusalo für die Rückrunden an den Drittligisten Hansa Rostock ausgeliehen. Nur einen Tag nach seiner Verpflichtung absolvierte er das erste Pflichtspiel für die Hanseaten. Zur Saison 2015/16 kehrte Sumusolo nach Leipzig zurück und stand bis Saisonende im Kader der zweiten Mannschaft, die in der Regionalliga Nordost spielte. Nach der Saison wechselte Sumusalo zum FC Rot-Weiß Erfurt. Nach nur einem Jahr mit 21 Einsätzen in der Liga wurde das Vertragsverhältnis aufgelöst. Nach einer längerfristigen Vereinslosigkeit nahm ihn am 17. Januar 2018 der Chemnitzer FC bis zum 30. Juni mit einer Option auf Verlängerung unter Vertrag. Nach Ende der Saison wurde er jedoch verabschiedet.
Zur Spielzeit 2018/2019 kehrte Mikko Sumusalo zum HJK Helsinki in die höchste finnische Spielklasse zurück, wechselte im Januar 2019 aber bereits zum Ligarivalen FC Honka Espoo. Hier blieb er jedoch auch nur bis Jahresende, bevor er den Verein wieder verließ und zum IFK Mariehamn wechselte.

### Nationalmannschaft
Sein Debüt für die finnische A-Nationalmannschaft gab Sumusolo am 22. Januar 2012. Beim 3:2-Erfolg über Trinidad und Tobago spielte er über 90 Minuten. Sein erstes Tor erzielte er am 23. Januar 2013 beim 3:1-Sieg über Thailand.

## Erfolge
- Finnischer Meister: 2009, 2010, 2011
- Finnischer Pokal-Sieger: 2011
- Landespokalsieger Mecklenburg-Vorpommern 2014/15 (mit Hansa Rostock)[11]
- Thüringer Landespokalsieger: 2017 mit dem FC Rot-Weiß Erfurt